# Kupola na stijeni
Kupola na stijeni ili Hram nad stijenom, poznat i kao Omarova džamija ili Zlatna kupola, je omajadska džamija u Jeruzalemu; jedna od najljepših u muslimanskom svijetu.
Nalazi se na Brdu hrama u Starom gradu u Jeruzalemu. Kupola na stijeni je prilagođena mjestu koje je od starine bilo židovska i kršćanska svetinja. Prema predaji, Sveta stijena - vrh planine Moriah, koja se nalazi u sredini džamije je mjesto Abrahamove žrtve ali i Muhamedova uzašašća na Nebo.
Prvi hrvatski svetac Nikola Tavelić bio je osuđen na smrti i pogubljen nakon propovijedanja u ovoj džamiji.

## Izgled
Kupola na stijeni se počela graditi 684. godine na mjestu starog židovskog hrama i na njoj se osjeća snažan sirijsko-bizantski utjecaj. Pod utjecajem bizantske rotunde i perzijske oktogonale, zgrada ima skladan geometrijski tlocrt i odiše jednostavnošću, funkcionalnošću i lakoćom. Kupola i visoko postavljeni prozori ispod nje nošeni su kružnom kolonadom, dok vanjski niži kat ima oblik dvostrukog osmerokuta. Četiri portala vode u taj prvi ophod koji je podijeljen kolonadom stupova s pozlaćenim kapitelima.
Eksterijer je obložen keramičkim opločenjem u više uzoraka. Turski crijep iznad razine prozora zamijenio je 1554. godine prvobitne staklene mozaike.
U unutrašnjosti dominira živa stijena koja zauzima cijeli centralni prostor ispod kupole, okružena kolonadom stupova s korintskim kapitelima koji nose polukružne lukove. Svjetlo koje dopire s kupole osvjetljava stijenu tako da ponovno oživljava Muhamedovo uzašašće na Nebo.
Raskošni interijer ukrašen je mramornim pločama i mozaicima raznih geometrijskih oblika i simetričnih uzoraka, ali i vinove loze i drveća na zlatnoj pozadini. Mozaici u isto vrijeme predstavljaju Rajski vrt i trofeje iz ratova koje muslimani daruju Bogu.
Na frizu unutarnjeg zida nalaze se natpisi iz Kurana pomiješani s drugim tekstovima i podacima o građevini, urađeni od zlatnog mozaika na tirkizno zelenoj pozadini,. Da bi pročitao ove natpise, hodočasnik je najprije morao hodati ophodom oko centralnog prostora u smjeru kazaljke na satu, a potom u suprotnom smjeru. Ovi tekstovi su najstariji sačuvani natpisi iz Kurana i prvi put upotrijebljeni monumentalni tekstovi iz Kurana kao arhitektonska dekoracija.
Tepisi i svodovi su moderni, ali odražavaju izvorne dekorativne uzorke.
Kupola ima visoki tambur na trompama i iznutra je obložena oplatom i žbukom s pocakljenom unutarnjom površinom, dok je izvana, od drvenih rebara pokrivena oplatom i olovom, a zatim pozlaćena. Zlatna kupola danas dominira panoramom Jeruzalema.

## Poveznice
- Islamska umjetnost i arhitektura
- Jeruzalem

## Vanjske poveznice
- Kupola na stijeni Svete destinacije - uključujući fotografski obilazak  Arhivirana inačica izvorne stranice od 23. lipnja 2007. (Wayback Machine)
- Kupola na stijeni fotografije unutrašnjosti